# Love, in Itself
"Love, in Itself" är en låt av den brittiska gruppen Depeche Mode. Det är gruppens nionde singel och den sjätte komponerad av Martin Gore. Den släpptes som singel den 19 september 1983 och nådde som bäst 21:a plats på den brittiska singellistan.

## Utgåvor och låtförteckning
7": Mute/7Bong4 (UK)
1. "Love, in Itself ⋅ 2" – 4:00
2. "Fools" – 4:14

12": Mute/12Bong4 (UK)
1. "Love, in Itself ⋅ 3" – 7:15
2. "Fools (Bigger)" – 7:39
3. "Love, in Itself ⋅ 4" – 4:38

L12": Mute/L12Bong4 (UK)
1. "Love In Itself ⋅ 2" – 4:00
2. "Just Can't Get Enough (live)"1 – 5:35
3. "A Photograph of You (live)"1 – 3:21
4. "Shout! (live)"1 – 4:39
5. "Photographic (live)"1 – 3:56

CD: Mute/CDBong4 (UK)2
1. "Love, in Itself ⋅ 2" – 4:00
2. "Fools" – 4:14
3. "Love, in Itself ⋅ 3" – 7:15
4. "Fools (Bigger)" – 7:39
5. "Love, in Itself ⋅ 4" – 4:38

- 1:Livelåtar, inspelade den 25 oktober 1982 på Hammersmith Odeon, London.
- 2:CD-singeln utgavs 1991.
- "Love, in Itself" och "A Photograph of You" är komponerade av Martin Gore.
- "Fools" är komponerad av Alan Wilder.
- "Just Can't Get Enough", "Photographic" och "Shout!" är komponerade av Vince Clarke.
- Liveversionen av "Just Can't Get Enough" blev en hit i Nederländerna i början av 1985.